# William Muir

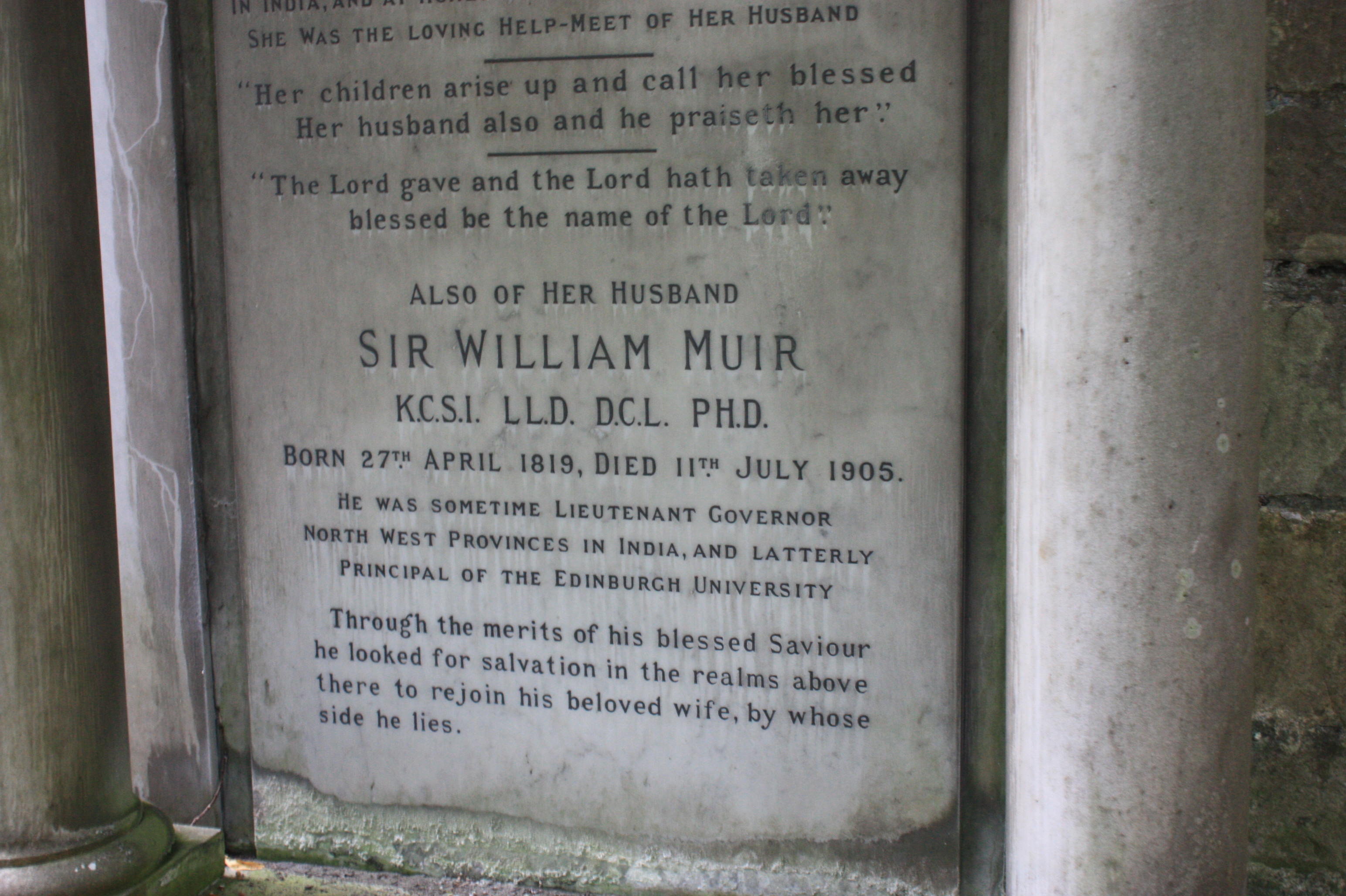
La tomba di Muir nel Dean Cemetery

Sir William Muir, KCSI (Glasgow, 27 aprile 1819 – Edimburgo, 11 luglio 1905), è stato un orientalista scozzese.

## Biografia
Nacque a Glasgow e studiò alla Kilmarnock Academy, nell'Università di Glasgow, nell'Università di Edimburgo e nell'Haileybury College. Nel 1837 divenne funzionario del Civil Service del Bengala (India). Servì come segretario del Governatore delle Province nord-occidentali (North-West Provinces) e come membro della commissione delle entrate di Agra. Durante i Moti indiani del 1857 (che i britannici chiamarono Mutiny) lavorò per il locale Dipartimento del Controspionaggio (Intelligence). Nel 1865 fu nominato Foreign Secretary del governo britannico dell'India. Nel 1867 divenne Cavaliere dell'Ordine della Stella d'India (Knight Commander of the Star of India, KCSI) e nel 1868 divenne vice-Governatore delle Province nord-occidentali. Nel 1874 fu nominato membro del Consiglio Finanziario e andò in pensione nel 1876, allorché divenne componente del Council of India a Londra. 

Ebbe sempre uno spiccato interesse per le questioni relative all'istruzione e fu essenzialmente grazie alle sue cure che il college centrale di Allahabad, conosciuto come Muir College, fu edificato e sovvenzionato. Il Muir College divenne più tardi una parte dell'Università di Allahabad. Nel 1885 fu eletto Rettore dell'Università di Edimburgo, succedendo a Sir Alexander Grant e occupò tale posto fino al 1903, quando andò in pensione.

## Opere
Sir William Muir fu un orientalista specializzato nella storia araba all'epoca di Maometto e del primo Califfato. I suoi principali contributi sono: A Life of Mahomet and History of Islam to the Era of the Hegira; Annals of the Early Caliphate; The Caliphate: Its rise, decline and fall, un compendio con una prosecuzione degli Annals, che abbraccia il periodo compreso fra la caduta del Califfato e la nuova fase della storia islamica inaugurata dalla catastrofica conquista operata dai Mongoli; The Koran: its Composition and Teaching; e The Mohammedan Controversy: una ristampa dei cinque saggi pubblicati tra il 1885 e il 1887. Nel 1888 tenne la conferenza (Rede lecture) a Cambridge su The Early Caliphate and Rise of Islam. 
Viene accreditato da Daniel Pipes dell'invenzione dell'espressione "Versetti satanici", che viene addebitata a Ṭabarī dallo stesso Salman Rushdie, malgrado essa, in effetti, letteralmente manchi del tutto nel testo arabo originale.

### LaVitadi Maometto
In particolare la Vita di Maometto viene definita dallo studioso di religioni Clinton Bennett (1998), «una vita dettagliata di Maometto più completa che quasi tutti gli altri libri precedenti [sul tema] almeno [quelli] in lingua inglese»
Nel capitolo finale della Vita Muir conclude che la principale eredità dell'Islam è stata negativa ed egli la suddivide in "tre mali radicali":
(William Muir, A Life of Mahomet and History of Islam to the Era of the Hegira, 1894, p. 505)

## Famiglia
Fu fratello dell'indologo John Muir. Si sposò nel 1840 con Elizabeth Huntly Wemyss (m. 1897), da cui ebbe cinque figli e sei figlie, quattro dei quali servirono in India e uno di essi, il Colonnello A. M. Muir (m. 1899), fu funzionario politico (Political Officer) per il Baluchistan meridionale ed era ancora in attività come residente britannico in Nepal quando morì.

## Opere
- A Life of Mahomet and History of Islam to the Era of the Hegira, 1858-1862, 4 voll.
- A Life of Mahomet and History of Islam to the Era of the Hegira. 2rd ed. 1878, in 1 vol., xi+errata, xxviii, 624 pp. 3 mappe pieghevoli, Londra, Smith, Elder, & Co.
- A Life of Mahomet and History of Islam to the Era of the Hegira. 3rd ed. 1894.
- The Mameluke or Slave Dynasty of Egypt, 1260-1517 AD, end of the Caliphate
- The Caliphate: Its rise, decline and fall, Londra, Smith, Elder, [1898]
- The Apology of al-Kindy
- Annals of the Early Caliphate
- The Sources of Islam, A Persian Treatise, del Rev. W. St. Clair-Tisdall, trad. e riduzione di W. M., Edinburgh, T & T Clark, 1901.
- Records of the Intelligence Department of the Government of the North-West Provinces of India during the Mutiny of 1857 including correspondence with the supreme government, Delhi, Cawnpore, and other places, 2 voll., Edinburgh, T & T Clark, 1902.
- Two Old Faiths: Essays on the Religions of the Hindus and the Mohammedans, J. Murray Mitchell and Sir William Muir, New York: Chautauqua Press, 1901.
- Mahomet and Islam
- The Rise and Decline of Islam
- The Lord's Supper: an abiding witness to the death of Christ
- Sweet First-Fruits. A tale of the Nineteenth Century, on the truth and virtue of the Christian Religion
- The Beacon of Truth; or, Testimony of the Coran to the Truth of the Christian Religion
- The Teaching of the Coran